# Кавамото Тайдзо
Кавамото Тайдзо (яп. 川本 泰三) (нар. 17 січня 1914 — пом. 20 вересня 1985) — японський футболіст, тренер і футбольний функціонер. Виступав за збірну Японії на Олімпійських іграх 1936 у Берліні. Продовжив виступи після 2-ї світової війни і у віці 40 років 106 днів став найстаршим футболістом, який виходив на поле під національним прапором (станом на серпень 2013 року продовжував утримувати цей рекорд).

## Життєпис
Народився в місті Сето (Префектура Айті). Під час навчання в початковій школі переїхав до Осаки. В футбол почав грати під час навчання в середній школі префектури Осака. Після закінчення підготовчих курсів вступив до Університету Васеда. Ще навчаючись на підготовчих курсах почав грати за Футбольний клуб Університету Васеда. Від 1933-го впродовж трьох років у Лізі університетів регіону Канто, де допоміг команді Університету Васеда здобути чотири перемоги підряд. 1936 року, навчаючись в університеті, у складі національної збірної взяв участь у Берлінській олімпіаді. Зіграв у матчі «Берлінське чудо», в якому збірна Японії перемогла збірну Швеції з рахунком 3:2, а сам Ківамото став автором першого м'яча.
Після закінчення університету пішов працювати в Агентство новин Домей, однак у серпні 1941 року під час Другої світової війни пішов служити в японські війська. Наприкінці війни потрапив у радянський полон і чотири роки пропрацював у сибірському таборі.
1949 року повернувся на батьківщину. У 35 років відновив активну кар'єру. Зіграв за національну збірну у двох поєдинках в рамках відбіркового турніру до чемпіонату світу 1954 року. 3 травня 1954 року зіграв повну гру проти збірної Індії, в якій у віці 40 років і 106 днів став найстаршим гравцем в історії японського футболу, що виходив на поле під національними кольорами (продовжує утримувати рекорд станом на серпень 2013). В тій грі збірна Японії поступилася з рахунком 2-3.
Заснував футбольний клуб Осака, в якому сам був гравцем. За його участі клуб тричі виходив до фіналу Кубка Імператора (у 1951, 1952, 1953 роках) і всі три рази команда поступалась.
На літніх олімпійських іграх 1956 був у складі національної збірної як гравець а також як помічник головного тренера Такенокосі Сігемару.
В ролі головного тренера національної збірної вперше взяв участь у Літніх азійських іграх, які проходили в Токіо. На них команда у двох поєдинках виграла і у двох програла.
Після цього увійшов до ради директорів Асоціації футболу Японії, де працював на посаді президента Асоціації футболу регіону Кансай. Під час перебування на цій посаді наполіг на входженні студента університету Васеда Камамото Кунісіґе авансом до складу команди Янма Дідзеру.
20 вересня 1985 року помер у місті Осака від раку шлунку.
2005 року за видатні заслуги його ввели до Зали слави японського футболу.

## Статистика
Статистика виступів у національній збірній.
| Збірна Японії | Збірна Японії | Збірна Японії |
| Роки          | Ігри          | голи          |
| ------------- | ------------- | ------------- |
| 1934          | 3             | 2             |
| 1936          | 2             | 1             |
| 1940          | 1             | 1             |
| 1954          | 3             | 0             |
| Усього        | 9             | 4             |